# 新竹縣新豐鄉山崎國民小學
新竹縣立山崎國民小學，是位於臺灣新竹縣新豐鄉的一所縣立國民小學，鄰近新豐車站。

## 校史及概況
1946年9月1日，創立「新竹縣湖口鄉新湖國民學校山崎分校」，並借用山崎保甲集會所作為上課使用，12月，再新竹州立療養醫院院舍。1950年8月1日，獨立改稱為「新竹縣湖口鄉山崎國民學校」。1968年8月1日，因應九年國民義務教育而改稱「新竹縣湖口鄉山崎國民小學」。2004年時將800名學生撥移至2005年8月開始招生的松林國小。2008年，由於行政區域被劃分為新豐鄉而更名為「新竹縣新豐鄉山崎國民小學」。
新豐鄉山崎地區為現今新豐主要市區所在地，在新豐車站及新竹工業區的發展因素下，近年來快速發展。山崎地區因人口不斷移入，人口總數已近全鄉一半，導致山崎國小及鄰近的松林國小幾近滿額，而松林國小自2007年進行總量管制以來，每年都會轉介1至2班學生到山崎國小就讀。

## 歷任校長
下表為山崎國小自分校時期開始的歷任校長：
| 屆 | 姓名   | 上任時間      | 備註     |
| -- | ------ | ------------- | -------- |
| -  | 吳錦土 | 1946年9月1日  | 分校主任 |
| 1  | 鄔仲義 | 1950年8月1日  |          |
| 2  | 劉德明 | 1952年8月1日  |          |
| 3  | 鄔仲義 | 1953年8月1日  |          |
| 4  | 黃開榜 | 1954年8月1日  |          |
| 5  | 蔡金雷 | 1956年8月1日  |          |
| 6  | 劉煥土 | 1957年2月25日 |          |
| 7  | 陳玉樹 | 1959年10月6日 |          |
| 8  | 朱新錢 | 1969年5月8日  |          |
| 9  | 蔡金雷 | 1970年10月1日 |          |
| 10 | 鍾仲輝 | 1981年8月1日  |          |
| 11 | 吳錦土 | 1983年8月1日  |          |
| 12 | 黃德輝 | 1990年8月     |          |
| 13 | 蘇燕能 | 1999年8月8日  |          |
| 14 | 吳聲祥 | 2002年3月     |          |
| 15 | 鄭文鎮 | 2003年8月     |          |
| -  | 吳明珠 | 2010年2月     | 代理校長 |
| 16 | 陳智華 | 2010年8月     |          |
| 17 | 鄭陳宏 | 2018年8月     |          |

## 校友
- 田馥甄：歌手，台灣著名女子組合S.H.E成員之一。
- 曾翊誠：棒球選手，前中華職棒統一獅成員之一。
- 魏筠潔：高爾夫球選手。
- 徐欣瑩：中華民國政治人物，民國黨前主席。
- 季義生：中國電視公司新聞記者，創辦台灣首家-真相衛星電視台。

## 外部連結
- 新竹縣立山崎國民小學 （页面存档备份，存于）